# Jean-Paul Audet (philosophe)
Pour les articles homonymes, voir Audet.
 (juillet 2025).
Si vous disposez d'ouvrages ou d'articles de référence ou si vous connaissez des sites web de qualité traitant du thème abordé ici, merci de compléter l'article en donnant les références utiles à sa vérifiabilité et en les liant à la section « Notes et références ».
Jean-Paul Audet (7 décembre 1918 à Saint-Anselme, Québec - 12 novembre 1993 à Orford, Québec) est un professeur, théologien et philosophe québécois.

## Honneurs
- 1970 - Membre de la Société royale du Canada.
- 1970 - Prix Molson
- 1988 -  Officier de l'Ordre du Canada[1]

## Œuvre
- Travaux de Jean-Paul Audet